# Colostethus ruthveni
Colostethus ruthveni es una especie de anfibio anuro de la familia Dendrobatidae.

## Distribución geográfica
Esta especie es endémica del departamento de Magdalena en Colombia. Habita entre los 680 y 1540 m sobre el nivel del mar en el lado noroeste de Sierra Nevada de Santa Marta.

## Etimología
Esta especie lleva el nombre en honor a Alexander Grant Ruthven.

## Publicación original
- Kaplan, 1997 : A new species of Colostethus from the Sierra Nevada de Santa Marta (Colombia) with comments on intergeneric relationships within the Dendrobatidae. Journal of Herpetology, vol. 31, n.º 3, p. 369-375.[6]